# Vagabonds of the Western World
Vagabonds of the Western World — третий студийный альбом ирландской хард-рок-группы Thin Lizzy, вышедший в 1973 году. Это последний альбом группы с гитаристом Эриком Беллом, а также первый альбом, оформлением которого занимался художник Джим Фицпатрик.

## Отзывы критиков
AllMusic охарактеризовала Vagabonds of the Western World «задающим настрой и предельный кураж» и посчитала, что это их «первый акустически удовлетворяющий альбом»; «The Rocker» — их «первая действительная классика», «Little Girl in Bloom» названа «абсолютно безупречной», но «The Hero and the Madman» и «Slow Blues» получили оценку «раздутой» и «прохладной» соответственно.
Пит Пардо из Sea of Tranquility посчитал, что альбом «наполнен горячим блюз-роком, фолк- и психоделическими номерами и тёмными, атмосферными композициями, соединившими рок и джаз в новое, цепляющее звучание». Он также отметил бонусы делюкс-издания альбома, особенно «горячую» версию «Suicide».

## Список композиций
Оригинальное издание:
Слова и музыка всех песен — Фил Лайнотт, если не указано иное.
| №  | Название                  | Автор(ы)                             | Длительность |
| -- | ------------------------- | ------------------------------------ | ------------ |
| 1. | «Mama Nature Said»        |                                      | 4:52         |
| 2. | «The Hero and the Madman» |                                      | 6:08         |
| 3. | «Slow Blues»              | Брайан Дауни, Фил Лайнотт            | 5:14         |
| 4. | «The Rocker»              | Эрик Белл, Брайан Дауни, Фил Лайнотт | 5:12         |

| №  | Название                        | Автор(ы)               | Длительность |
| -- | ------------------------------- | ---------------------- | ------------ |
| 1. | «Vagabond of the Western World» |                        | 4:44         |
| 2. | «Little Girl in Bloom»          |                        | 5:12         |
| 3. | «Gonna Creep Up on You»         | Эрик Белл, Фил Лайнотт | 3:27         |
| 4. | «A Song for While I’m Away»     |                        | 5:10         |

Делюкс-издание 2010 года:
Слова и музыка всех песен — Фил Лайнотт, если не указано иное.
| №   | Название                                                | Автор(ы)                                                          | Длительность |
| --- | ------------------------------------------------------- | ----------------------------------------------------------------- | ------------ |
| 1.  | «Mama Nature Said»                                      |                                                                   | 4:52         |
| 2.  | «The Hero and the Madman»                               |                                                                   | 6:08         |
| 3.  | «Slow Blues»                                            | Брайан Дауни, Фил Лайнотт                                         | 5:14         |
| 4.  | «The Rocker»                                            | Эрик Белл, Брайан Дауни, Фил Лайнотт                              | 5:12         |
| 5.  | «Vagabond of the Western World»                         |                                                                   | 4:44         |
| 6.  | «Little Girl in Bloom»                                  |                                                                   | 5:12         |
| 7.  | «Gonna Creep Up on You»                                 | Эрик Белл, Фил Лайнотт                                            | 3:27         |
| 8.  | «A Song for While I’m Away»                             |                                                                   | 5:09         |
| 9.  | «Randolph’s Tango» (A-side)                             |                                                                   | 3:49         |
| 10. | «Broken Dreams» (B-side)                                |                                                                   | 4:26         |
| 11. | «The Rocker» (single version)                           | Эрик Белл, Брайан Дауни, Фил Лайнотт                              | 2:41         |
| 12. | «Here I Go Again» (B-side)                              |                                                                   | 3:51         |
| 13. | «Cruising in the Lizzymobile» (german single B-side)    | Эрик Белл, Брайан Дауни, Фил Лайнотт                              | 4:07         |
| 14. | «Little Darling» (A-side)                               |                                                                   | 2:55         |
| 15. | «Sitamoia» (ранее неопубликованная запись)              | Брайан Дауни                                                      | 3:20         |
| 16. | «Slow Blues» (1977 overdubbed and remixed version)      | Брайан Дауни, Фил Лайнотт                                         | 5:01         |
| 17. | «Randolph’s Tango» (radio promotional edited version)   |                                                                   | 2:25         |
| 18. | «Whiskey in the Jar» (radio promotional edited version) | народная песня; аранжировка: Эрик Белл, Брайан Дауни, Фил Лайнотт | 3:43         |

| №   | Название                                                             | Автор(ы)                             | Длительность |
| --- | -------------------------------------------------------------------- | ------------------------------------ | ------------ |
| 1.  | «The Rocker» (BBC Radio 1 in Concert)                                | Эрик Белл, Брайан Дауни, Фил Лайнотт | 5:53         |
| 2.  | «Things Ain’t Working Out Down at the Farm» (BBC Radio 1 in Concert) |                                      | 7:32         |
| 3.  | «Slow Blues» (BBC Radio 1 in Concert)                                | Брайан Дауни, Фил Лайнотт            | 7:29         |
| 4.  | «Gonna Creep Up on You» (BBC Radio 1 in Concert)                     | Эрик Белл, Фил Лайнотт               | 3:27         |
| 5.  | «Suicide» (BBC Radio 1 in Concert)                                   |                                      | 4:28         |
| 6.  | «Vagabond of the Western World» (BBC Radio 1 John Peel session)      |                                      | 4:27         |
| 7.  | «Gonna Creep Up on You» (BBC Radio 1 John Peel session)              | Эрик Белл, Фил Лайнотт               | 3:22         |
| 8.  | «Little Girl in Bloom» (BBC Radio 1 Rock On session)                 |                                      | 4:41         |
| 9.  | «Sitamoia» (BBC Radio Bob Harris session)                            | Брайан Дауни                         | 3:45         |
| 10. | «Little Darling» (BBC Radio Bob Harris session)                      |                                      | 3:05         |
| 11. | «Slow Blues» (BBC Radio Bob Harris session)                          | Брайан Дауни, Фил Лайнотт            | 5:31         |
| 12. | «Showdown» (BBC Radio Bob Harris session)                            |                                      | 4:40         |
| 13. | «Black Boys on the Corner» (BBC Radio 1 John Peel session)           |                                      | 4:12         |

## Участники записи
Список составлен по сведениям базы данных Discogs.
Thin Lizzy:
- Фил Лайнотт — бас-гитара, вокал
- Эрик Белл — гитара
- Брайан Дауни — ударные, перкуссия

Приглашённые музыканты:
- Кид Йенсен[англ.] — вокал (в песне «The Hero and the Madman»)
- Иэн Шельхаас[англ.] — орган (в песнях «Mama Nature Said» и «The Hero and the Madman»)
- Фиахра Тренч[англ.] — струнная аранжировка (в песнях «A Song for While I’m Away» и «Little Darling»)
- Гэри Мур — соло-гитара и акустическая гитара (в песнях «Sitamoia», «Little Darling» и «Slow Blues» (версия 1977 года) на диске 1 делюкс-издания 2010 года и треках 8-13 на диске 2)
- Струнная секция:
  - Тони Харрис — альт
  - Иэн Маккиннон — скрипка
  - Дон Маквей — альт
  - Алан Меррик — скрипка
  - Пол Мосби — английский рожок, гобой
  - Питер Оксар — скрипка
  - Питер Пул — скрипка
  - Годфри Салмон — скрипка
  - Алан Слоан — скрипка
  - Квентин Уильямс — виолончель

| Технический персонал: - Ник Таубер — продюсер - Дерек Варналс — звукоинженер - Алан Харрис — звукоинженер - Джон Фуллер — звукоинженер - Алан Лиминг — ассистент звукоинженера - Дэйв Бэйкер — ассистент звукоинженера | Технический персонал: - Пит Светенхэм — ассистент звукоинженера - Гарри Фишер — инженер нарезки лакового слоя - Джим Фицпатрик — дизайнер (лицевая сторона обложки конверта) - Родни Мэттьюз — дизайнер (задняя сторона обложки конверта) - Мик Рок — фотограф - Джон Томсон — фотограф |

## Позиции в хит-парадах
Еженедельные чарты:
| Год  | Хит-парад                              | Высшая позиция | Пребывание |
| ---- | -------------------------------------- | -------------- | ---------- |
| 2023 | Великобритания (Albums Sales Chart)    | 59             | 1 неделя   |
| 2023 | Великобритания (Physical Albums Chart) | 56             | 1 неделя   |
| 2023 | Великобритания (Vinyl Albums Chart)    | 24             | 1 неделя   |
| 2023 | Шотландия (Scottish Albums Chart)      | 99             | 1 неделя   |